# Schweizerischer katholischer Volksverein
Der Schweizerische Katholische Volksverein (SKVV) wurde 1904 gegründet, um das katholische Organisationswesen zu modernisieren. Er veranstaltete zwischen 1903 und 1954 zehn Katholikentage. 1991 wandelte sich der SKVV in einen Förderverein um.

## Geschichte

### Sekretariat und Generalsekretäre
Das Sekretariat mit Sitz in Luzern wurde im Jahre 1906 gegründet. Es befand sich an der Friedenstrasse 8.
Erster Generalsekretär war Alphons Hättenschwiller (1875–1944), der vorher das Sekretariat des Verbandes Katholischer Männer- und Arbeitervereine geführt hatte. Im Jahre 1942 wurde das Sekretariat aus Kostengründen mit demjenigen des Schweizerischen Katholischen Jungmannschaftsverbandes (SKJV) zusammengelegt. Es wurde an dessen Adresse an den St. Karliquai 12 verlegt und den SKJV-Sekretären Prälat Josef Meier (1904–1960) und Eugen Vogt übergeben. Seit der Mitte der 1950er Jahre hatte der Volksverein als zusätzliche Geschäftsadresse das eigene Haus an der Habsburgerstr. 44.
In den Jahren von 1940 bis 1972 wurde das Amt des Generalsekretärs von Priestern ausgeübt. Der Laie Eugen Vogt, der 1942 Geschäftsführer wurde und bis zu seiner Pensionierung im Jahre 1970 den Verein entscheidend mitprägte, übte dieses Amt nie aus. Die Generalsekretäre des SKVV:
- 1906–1940: Alphons Hättenschwiller
- 1940–1942: Hans Metzger
- 1942–1960: Josef Meier (Generalsekretär, starb im Amt)
- 1960–1966: Otto Wüst
- 1967–1972: Peter von Felten
- 1974–1985: Anton Röösli-Schumacher
- 1986–0000: Urs Victor Berger

### Generalversammlung und Präsidenten
Dem SKVV steht ein Präsident vor, der unter Mitwirkung verschiedener Gremien den Verein führt. Der SKVV hielt jährlich eine Delegiertenversammlung ab, die seit 1972 als Generalversammlung bezeichnet wird. Früher fanden Generalversammlungen meist gemeinsam mit den Katholikentagen in Abständen von mehreren Jahren statt. Zweimal pro Jahr traf sich das Zentralkomitee bzw. der Zentralvorstand (seit 1936) und viermal pro Jahr oder nach Bedarf der Leitende Ausschuss (1904–1936), der später Direktorium (1936–1972) bzw. Geschäftsausschuss (seit 1972) hiess. Statutenrevisionen wurden 1928, 1936 und 1972 durchgeführt.
Die Präsidenten des SKVV:
- 1904–1922: Emil Pestalozzi-Pfyffer, Zürich
- 1922–1927: Hans von Matt, Stans
- 1927–1934: Emil Buomberger, Zürich
- 1934–1940: Peter Conrad, Baden
- 1940–1944: Paul Widmer, Luzern (starb im Amt)
- 1945–1971: Otto Studer, Escholzmatt
- 1971–1979: Ernst Reinau-Hofmann, Basel (starb im Amt, ad interim Karl Rüst)
- 1980–1986: Robert Röthlin, Wohlen
- 1986–1988: Josef Brun, Luzern (ad interim)
- 1988–1999: Lothar Gerig, Unter-Erlinsbach
- 1999–2011: Kurt Irniger, Emmenbrücke
- 2011–0000: Jörg Trottmann, Luzern